# 漢姆宮

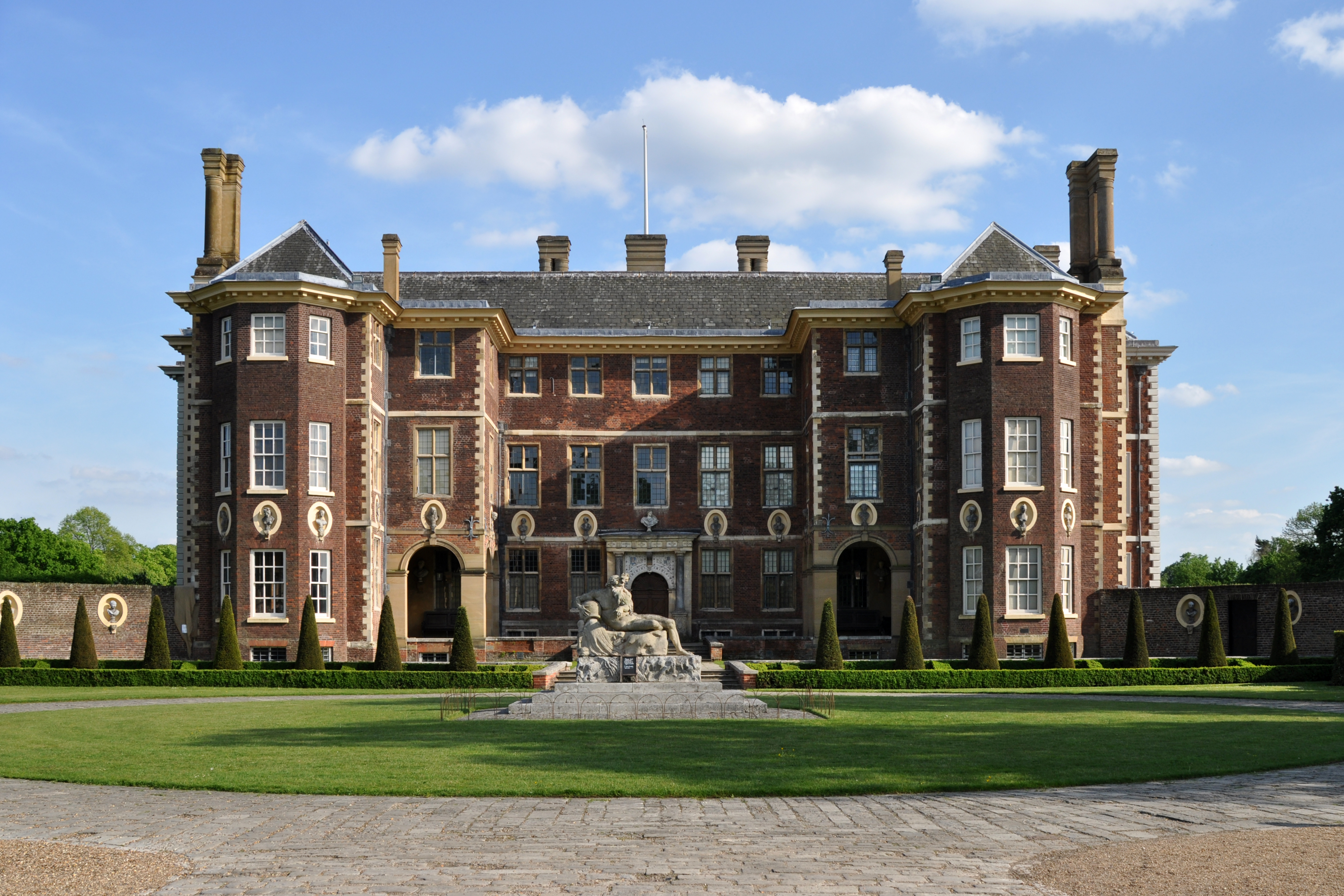
漢姆宮

漢姆宮（Ham House）是一座17世紀的建築，位於倫敦漢姆的泰晤士河河岸。這座建築位於泰晤士河畔列治文區的里奇蒙南側。漢姆宮竣工於1610年。

## 外部連結
- Ham House information at the National Trust （页面存档备份，存于）
- Historic England. . National Heritage List for England.
- Photographs and brief details at hamphotos.blogspot.com （页面存档备份，存于）

51°26′37″N 0°18′59″W / 51.44361°N 0.31639°W